# Drosophila prosaltans
Drosophila prosaltans este o specie de muște din genul Drosophila, familia Drosophilidae, descrisă de Oswald Duda în anul 1927. Conform Catalogue of Life specia Drosophila prosaltans nu are subspecii cunoscute.